# Edward Anderson (wielrenner)
Edward Anderson (Richmond, 18 april 1998) is een Amerikaans wielrenner die reed voor Alpecin-Deceuninck.

## Carrière
In zijn eerste seizoen bij Axeon Hagens Berman werd Anderson onder meer negentiende in het eindklassement van de Ronde van Beauce en vijftiende op het nationale kampioenschap tijdrijden voor beloften. Omdat de ploeg in 2018 een stap hogerop deed, werd Anderson dat jaar prof. In 2017 behaalde hij zijn enige overwinning: de proloog van de Ronde van de Elzas, een ploegentijdrit.

## Palmares

### 2017
- Proloog Ronde van de Elzas (ploegentijdrit)

## Ploegen
- 2017 –  Axeon Hagens Berman
- 2018 –  Hagens Berman Axeon
- 2019 –  Hagens Berman Axeon
- 2020 –  Hagens Berman Axeon
- 2021 –  Alpecin-Fenix
- 2022 –  Alpecin-Deceuninck

Anderson · Barta · Blevins · Brown · Costa · Curran · Dunbar · Garrison · Lawless · Narváez · I. Oliveira · R. Oliveira · Owen · Powless · Rice · Young
Almeida · Anderson · Barta · Bennett · Bjerg · Blevins · Brown · Costa · Davis · Garrison · Mostov · I. Oliveira · R. Oliveira · Philipsen · Revard · Rice · Zijlaard
Anderson · Bayer · De Bondt · del Carmen Alvarado · De Tier · De Vreese · Dillier · Eibl · Jans · Janssens · Krieger · Leysen · Meisen · Merlier · Meurisse · Modolo · Philipsen · Pieterse · Planckaert · Richardson · Rickaert · Riesebeek · Sbaragli · Sweeck · Taminiaux · Thwaites · Tulett · Vakoč · D. van der Poel · M. van der Poel · Vergaerde · Vermeersch · Vervaeke · Vine · Walsleben
Anderson · Ballerstedt · Bax · Bayer · De Bondt · De Tier · Dillier · Gaze · Gogl · Janssens · Krieger · Leysen · Mareczko · Merlier · Meurisse · Oldani · Philipsen · Planckaert · Rickaert · Riesebeek · Sbaragli · Stannard · Taminiaux · Thwaites · Van Den Bossche · D. van der Poel · M. van der Poel · Van Keirsbulck · Vermeersch · Vermote · Vine